# Helmut Pulte
Helmut Pulte (* 1956 in Rahrbach, jetzt Kirchhundem) ist ein deutscher Philosoph, Wissenschaftstheoretiker und -historiker. Er ist Mitherausgeber des Journal for General Philosophy of Science.

## Leben
Helmut Pulte studierte von 1976 bis 1982 Mathematik und Physik an der Ruhr-Universität Bochum, ab 1978 zusätzlich Philosophie. Er promovierte 1986 ebenda mit der Dissertation Das Prinzip der kleinsten Wirkung und die Kraftkonzeptionen der rationalen Mechanik. Eine Untersuchung zur Grundlegungsproblematik bei Leonhard Euler, Pierre Louis Moreau de Maupertuis und Joseph Louis Lagrange (Franz Steiner Verlag 1989). Die Habilitation erfolgte im Jahr 2000 im Fach Philosophie. Seit 2002 ist er Inhaber des Lehrstuhls für Philosophie mit besonderer Berücksichtigung von Wissenschaftstheorie und Wissenschaftsgeschichte an der Ruhr-Universität Bochum.
Von 1983 bis 1986 war Pulte Promotionsstipendiat der Studienstiftung des deutschen Volkes. In den Jahren 1984–1986 und 1988 war er wissenschaftlicher Mitarbeiter, von 1986 bis 1988 Studienreferendariat und Lehrbeauftragter. In den Jahren 1988–1992 war Pulte im Schuldienst und 1996–2002 als Studienrat im Hochschuldienst tätig. Seine Habilitation wurde in den Jahren 1992–1995 gefördert durch ein Stipendium der Deutschen Forschungsgemeinschaft. In den Jahren 1995–1996 forschte er als Feodor Lynen-Stipendiat der Alexander von Humboldt-Stiftung an der University of Cambridge. Von 2001 bis 2004 war er Mitherausgeber des Historischen Wörterbuchs der Philosophie. Seit 2005 ist Pulte Mitherausgeber des Journal for General Philosophy of Science (vormals Zeitschrift für Allgemeine Wissenschaftstheorie). Pulte vertritt seit 2017 das Fach Philosophie in der Wissenschaftlichen Kommission der Union der deutschen Akademien der Wissenschaften.

## Veröffentlichungen (Auswahl)

### Monographien
- Axiomatik und Empirie. Eine wissenschaftstheoriegeschichtliche Untersuchung zur mathematischen Naturphilosophie von Newton bis Neumann. Wissenschaftliche Buchgesellschaft, Darmstadt 2005, ISBN 3-534-15894-6.
- Das Prinzip der kleinsten Wirkung und die Kraftkonzeptionen der rationalen Mechanik. Eine Untersuchung zur Grundlegungsproblematik bei Leonhard Euler, Pierre Louis Moreau de Maupertuis und Joseph Louis Lagrange. Franz Steiner, Stuttgart 1989, ISBN 3-515-04984-3.

### Herausgeberschaften
- mit Jan Baedke, Daniel König und Gregor Nickel: New Perspectives on Neo-Kantianism and the Sciences. Routledge, London 2024, ISBN 9781032536392.
- mit Scott Mandelbrote: The Reception of Isaac Newton in Europe. 3 Bände Bloomsbury, London 2019, ISBN 978-0-8264-7970-9.
- mit Michael Heidelberger und Gregor Schiemann: Hermann von Helmholtz. Philosophische und populärwissenschaftliche Schriften. 3 Bände Meiner, Hamburg 2017, ISBN 978-3-7873-2896-3.
- mit Ulrich Weiß: Hugo Dingler: Das Experiment. Sein Wesen und seine Geschichte. mentis, Münster 2014, ISBN 978-3-89785-636-3. [Neuauflage des 1928 im Ernst Reinhardt Verlag München erschienenen Originals]
- mit Gila Hanna und Hans Niels Jahnke: Explanation and Proof in Mathematics. Philosophical and Educational Perspectives. Springer, Berlin / Heidelberg / New York 2009, ISBN 978-1-4419-0575-8.
- Carl Gustav J. Jacobi: Vorlesungen über analytische Mechanik. Berlin 1847/48. Nach einer Mitschrift von Wilhelm Scheibner. (= Dokumente zur Geschichte der Mathematik. 8). Vieweg, Braunschweig 1996, ISBN 3-528-06692-X.

### Beiträge in Sammelbänden und Zeitschriften
- Johannes von Kries's Objective Probability as a Semi-Classical Concept. Prehistory, Preconditions and Problems of a Progressive Idea. In: Journal for General Philosophy of Science. 47, Nr. 1, 2016, S. 109–129. doi:10.1007/s10838-015-9317-5
- Emil Du Bois-Reymond in Context: Kantianism and 'Mechanical' Limitations of Knowledge in the Second Half of the 19th Century. In: Nadia Moro und Michael Anacker (Hrsg.): Limits of Knowledge. The Nineteenth-Century Epistemological Debate and Beyond. Mimesis, Mailand 2016, S. 57–73.
- Gegen die Naturalisierung des Humanen: Wilhelm Dilthey im Kontext und als Theoretiker der Naturwissenschaften seiner Zeit. In: Christian Damböck, Hans-Ulrich Lessing (Hrsg.): Dilthey als Wissenschaftsphilosoph. Alber, Freiburg/München 2015, S. 63–85.
- Wissenschaft. Zur philosophischen Geschichte einer Leitidee des 19. Jahrhunderts: Hauptrichtungen und -entwicklungen. In: Annika Hand, Christian Bermes, Ulrich Dierse (Hrsg.): Schlüsselbegriffe der Philosophie des 19. Jahrhunderts. Meiner, Hamburg 2015, S. 483–522.
- Tolerance in Science from a Philosophical Perspective. An Essay on its Forms and its Necessity in Modern Times. In: Orbis Idearum. 2, Nr. 1, 2014, ISSN 2353-3900, S. 127–139.
- Science and its Demarcation in the Light of the History of Ideas. A short Outline with apparent and real Implications for 'Appearance and Reality'. In: Orbis Idearum. 1, Nr. 1, 2013, ISSN 2353-3900, S. 105–117.
- J. F. Fries' Philosophy of Science, the New Friesian School and the Berlin Group: On Divergent Scientific Philosophies, Difficult Relations and Missed Opportunities. In: Nikolay Milkov, Volker Peckhaus (Hrsg.): The Berlin Group and the Philosophy of Logical Empiricism (= Boston Studies in the Philosophy of Science. 273). Springer, Dordrecht 2013, ISBN 978-94-007-5485-0, S. 43–66.
- Rational Mechanics in the Eighteenth Century. On Structural Developments of a Mathematical Science. In: Berichte zur Wissenschaftsgeschichte. 35, Nr. 3, S. 183–199. doi:10.1002/bewi.201201550
- Der Kantische Analogiebegriff und die Theorie der modernen Naturwissenschaften: Eine schematisierende Übersicht. In: Klaus Hentschel (Hrsg.): Analogien in Naturwissenschaften, Medizin und Technik (= Acta historica Leopoldina. 56). Wissenschaftliche Verlagsgesellschaft, Stuttgart 2010 (Acta Historica Leopoldina), ISBN 978-3-8047-2865-3, S. 181–200.
- From Axioms to Conventions and Hypotheses: The Foundation of Mechanics and the Roots of Carl Neumann's "Principles of the Galilean-Newtonian Theory". In: Michael Heidelberger, Gregor Schiemann (Hrsg.): The Significance of the Hypothetical in the Natural Sciences. de Gruyter, Berlin / New York 2009, ISBN 978-3-11-020694-4, S. 77–98.
- Darwin und die exakten Wissenschaften. Eine vergleichende wissenschaftstheoretische Untersuchung zur Physik mit einem Ausblick auf die Mathematik. In: Eve-Marie Engels (Hrsg.): Charles Darwin und seine Wirkung. Suhrkamp, Frankfurt am Main 2009, ISBN 978-3-518-29503-8, S. 139–177.
- Darwin's Relevance for Ninteenth-Century Physics and Physicists: A Comparative Study. In: Eve-Marie Engels und Thomas F. Glick (Hrsg.): The Reception of Charles Darwin in Europe. Vol. 1. Continuum, London 2008, ISBN 978-0-8264-5833-9, S. 116–134.
- Gedankenexperiment und physikalisches Weltbild: Überlegungen zur Bildung von Naturwissenschaft und zur naturwissenschaftlichen Bildung im Anschluss an Albert Einstein. In: Philipp W. Balsiger, Rudolf Kötter (Hrsg.): Die Kultur moderner Wissenschaft am Beispiel Albert Einstein. Elsevier, München 2007, ISBN 978-3-8274-1781-7, S. 39–68.
- The Space between Helmhotz and Einstein: Moritz Schlick on Spatial Intuition and the Foundations of Geometry. In: Vincent F. Hendricks, Klaus F. Jørgensen, Jesper Lützen, Stig A. Pedersen (Hrsg.): Interactions. Mathematics, Physics and Philosophy, 1860–1930 (= Boston Studies in the Philosophy of Science. 251). Springer, Dordrecht 2006, ISBN 1-4020-5194-8, S. 185–206.
- Kant, Fries, and the Expanding Universe of Science. In: Michael Friedman und Alfred Nordmann (Hrsg.): The Kantian Legacy in Nineteenth-Century Science. The MIT Press, Cambridge (Mass.)/London 2006, ISBN 0-262-06254-2, S. 101–121.
- Zuordnung, Abbildung. In: Joachim Ritter, Karlfried Gründer, Gottfried Gabriel (Hrsg.): Historisches Wörterbuch der Philosophie. Band 12. Schwabe, Basel 2004, Sp. 1439–1443.
- Wissenschaftstheorie; Wissenschaftsphilosophie. In: Joachim Ritter, Karlfried Gründer, Gottfried Gabriel (Hrsg.): Historisches Wörterbuch der Philosophie. Band 12. Schwabe, Basel 2004, Sp. 973–981.
- Wissenschaftsforschung; Wissenschaftswissenschaft. In: Joachim Ritter, Karlfried Gründer, Gottfried Gabriel (Hrsg.): Historisches Wörterbuch der Philosophie. Band 12. Schwabe, Basel 2004, Sp. 960–963.
- Wissenschaft III: 19. und 20. Jahrhundert. In: Joachim Ritter, Karlfried Gründer, Gottfried Gabriel (Hrsg.): Historisches Wörterbuch der Philosophie. Band 12. Schwabe, Basel 2004, Sp. 921–948.
- mit Michael Drieschner: Wellenmechanik. In: Joachim Ritter, Karlfried Gründer, Gottfried Gabriel (Hrsg.): Historisches Wörterbuch der Philosophie. Band 12. Schwabe, Basel 2004, Sp. 401–403.
- mit Wolfgang Lefèvre: Widerstand I. In: Joachim Ritter, Karlfried Gründer, Gottfried Gabriel (Hrsg.): Historisches Wörterbuch der Philosophie. Band 12. Schwabe, Basel 2004, Sp. 703–709.
- mit Bernd Buldt: Wahrscheinlichkeit IV: Neuzeit bis zur Gegenwart – A: Mathematik und Wissenschaften. In: Joachim Ritter, Karlfried Gründer, Gottfried Gabriel (Hrsg.): Historisches Wörterbuch der Philosophie. Band 12. Schwabe, Basel 2004, Sp. 265–290.
- Wahrheitsähnlichkeit. In: Joachim Ritter, Karlfried Gründer, Gottfried Gabriel (Hrsg.): Historisches Wörterbuch der Philosophie. Band 12. Schwabe, Basel 2004, Sp. 170–177.
- Assimilation and Profession - The 'Jewish' Mathematician C. G. J. Jacobi (1804–1851). In: Dan Diener (Hrsg.): Jahrbuch des Simon-Dubnow-Instituts/Simon Dubnow Institute Yearbook. Band 3. Vandenhoeck & Ruprecht, Göttingen 2004, ISBN 3-525-36930-1, S. 161–173.
- Formale Teleologie und theoretische Vereinheitlichung. Wissenschaftstheoretische und –historische Überlegungen zu ihrer Beziehung bei Kant und Fries, Kitcher und Friedman. In: M. Stöltzner und P. Weingartner (Hrsg.): Formale Teleologie und Kausalität in der Physik: zur philosophischen Relevanz des Prinzips der kleinsten Wirkung und seiner Geschichte. mentis, Paderborn 2004, ISBN 3-89785-283-7, S. 77–96.
- Voraussage; Vorhersage; Prognose. In: Joachim Ritter, Karlfried Gründer, Gottfried Gabriel (Hrsg.): Historisches Wörterbuch der Philosophie. Band 11. Schwabe, Basel 2001, Sp. 1145–1161.
- Variation; Varietät; Variabilität. In: Joachim Ritter, Karlfried Gründer, Gottfried Gabriel (Hrsg.): Historisches Wörterbuch der Philosophie. Band 11. Schwabe, Basel 2001, Sp. 548–554.
- Order of Nature and Orders of Science. On the Mathematical Philosophy of Nature and its Changing Concepts of Science from Newton and Euler to Lagrange and Kant. In: Wolfgang Lefèvre (Hrsg.): Between Leibniz, Newton, and Kant. Philosophy and Science in the Eighteenth Century (= Boston Studies in the Philosophy of Science. 220). Springer, Dordrecht 2001, ISBN 0-7923-7198-4, S. 61–92.
- Hypotheses (non) fingo? Das Wissenschaftsverständnis der Aufklärung im Spiegel ihrer Newton-Rezeption. In: Ryszard Różanowski (Hrsg.): Aktualität der Aufklärung. Wydawnictwo Uniwersytetu Wrocławskiego, Wrocław (dt. Breslau) 2000, S. 77–106.
- Beyond the Edge of Certainty: Reflections on the Rise of Physical Conventionalism. In: Philosophia Scientiæ. 4, Nr. 1, 2000, S. 47–68. http://www.numdam.org/item/PHSC_2000__4_1_47_0/ (abgerufen am 23. Mai 2019).
- Mannigfaltigkeit der Regeln und Einheit der Prinzipien: Maupertuis und die Entmetaphysierung teleologischen Denkens. In: Hartmut Hecht (Hrsg.): Pierre Louis Moreau de Maupertuis. Eine Bilanz nach 300 Jahren. Spitz, Berlin 1999, ISBN 3-87061-843-4, S. 235–259.
- mit Gert König: Theorie II: 20. Jh. (Wissenschaftstheorie). In: Joachim Ritter, Karlfried Gründer, Gottfried Gabriel (Hrsg.): Historisches Wörterbuch der Philosophie. Band 10. Schwabe, Basel 1998, Sp. 1146–1154.
- Von der Physikotheologie zur Methodologie. Zur Transformation von nomothetischer Teleologie und Systemdenken bei Kant und Fries. In: Wolfram Hogrebe und Kay Herrmann (Hrsg.): Jakob Friedrich Fries. Philosoph, Naturwissenschaftler und Mathematiker. Verhandlungen des Symposions "Probleme und Perspektiven von Jakob Friedrich Fries' Erkenntnislehre und Naturphilosophie" vom 9.-11. Oktober 1997 an der Friedrich-Schiller-Universität Jena (= Studia Philosophica et Historica. 25). Lang, Frankfurt am Main u. a. 1998, ISBN 3-631-31429-9, S. 301–351.
- "... sondern Empirismus und Speculation sich verbinden sollen". Historiographische Überlegungen zur bisherigen Rezeption des wissenschaftstheoretischen und naturphilosophischen Werkes von J. F. Fries und einige Gründe für dessen Neubewertung. In: Wolfram Hogrebe und Kay Herrmann (Hrsg.): Jakob Friedrich Fries. Philosoph, Naturwissenschaftler und Mathematiker. Verhandlungen des Symposions "Probleme und Perspektiven von Jakob Friedrich Fries' Erkenntnislehre und Naturphilosophie" vom 9.-11. Oktober 1997 an der Friedrich-Schiller-Universität Jena (= Studia Philosophica et Historica. 25). Lang, Frankfurt am Main [u. a.] 1998, ISBN 3-631-31429-9, S. 57–94.
- Jacobi's Criticism of Lagrange: The Changing Role of Mathematics in the Foundations of Classical Mechanics. In: Historia Mathematica. 25, Nr. 2, 1998, S. 154–184. doi:10.1006/hmat.1997.2186
- After 150 Years: News from Jacobi about Lagrange's Analytical Mechanics. In: The Mathematical Intelligencer. 19, Nr. 3, 1997, S. 48–54. doi:10.1007/BF03025350
- mit Eberhard Knobloch und Herbert Pieper: " ... das Wesen der reinen Mathematik verherrlichen". Reine Mathematik und mathematische Naturphilosophie bei C.G.J. Jacobi. Mit seiner Rede zum Eintritt in die philosophische Fakultät der Universität Königsberg aus dem Jahre 1832. In: Mathematische Semesterberichte. 42, Nr. 2, 1995, S. 99–132. doi:10.1007/PL00009906
- Darwin in der Physik und bei den Physikern des 19. Jahrhunderts. Eine vergleichende wissenschaftstheoretische und -historische Untersuchung. In: Eve-Marie Engels (Hrsg.): Die Rezeption von Evolutionstheorien im 19. Jahrhundert. Suhrkamp, Frankfurt am Main 1995, ISBN 3-518-28829-6, S. 105–146.
- C. G. J. Jacobis Vermächtnis einer 'konventionalen' analytischen Mechanik: Vorgeschichte, Nachschriften und Inhalt seiner letzten Mechanik-Vorlesung. In: Annals of Science. 51, Nr. 5, 1994, S. 497–516. doi:10.1080/00033799400200381
- Zum Niedergang des Euklidianismus in der Mechanik des 19. Jahrhunderts. In: Allgemeine Gesellschaft für Philosophie in Deutschland in Verbindung mit dem Institut für Philosophie, Wissenschaftstheorie, Wissenschafts- und Technikgeschichte der Technischen Universität Berlin (Hrsg.): XVI. Deutscher Kongreß für Philosophie: Neue Realitäten. Herausforderungen der Philosophie. 20.-24. September 1993, TU Berlin. Sektionsbeiträge II. Technische Universität Berlin, Berlin 1993, ISBN 3-7983-1553-1, S. 833–840.
- Die Newton-Rezeption in der rationalen Mechanik des 18. Jahrhunderts. Wissenschaftstheoretische, -historische und -historiographische Reflexionen zu einem kontroversen Thema. In: Beiträge zur Geschichte von Technik und technischer Bildung. Folge 7. Hochschule für Technik, Wirtschaft und Kultur, Leipzig 1993, S. 33–59.